# Milan Vidmar
Milan Vidmar (Lubiana, 22 giugno 1885 – 9 ottobre 1962) è stato uno scacchista e ingegnere jugoslavo di etnia slovena, Grande Maestro. Nativo dell'allora Impero austro-ungarico, fu anche ingegnere elettrotecnico e scrittore.

## Ingegnere
Nel 1902 si iscrisse all'Università di Vienna dove si laureò in ingegneria elettrotecnica nel 1907 e in filosofia nel 1911. 

Insegnò all'università di Lubiana, fu membro dell'Accademia delle scienze e delle Arti Slovena (SAZU) e socio 
fondatore della facoltà di ingegneria elettrotecnica. 

Tra il 1928 e 1929 fu Rettore dell'università di Lubiana. 

Nel 1948 istituì l'istituto di elettrotecnica che ora porta il suo nome.

## Maestro
Il Milan Vidmar scacchista fu, tra il 1911 e il 1929, tra i migliori venti giocatori del mondo, nonostante egli si considerasse  più come un amatore che come un professionista degli scacchi. Nel 1950 gli fu assegnato il titolo di Grande Maestro. Era chiamato nell'ambiente scacchistico "il Costruttore" per la sua abilità nel costruire pazientemente posizioni vincenti.
Si classificò ai primi posti in molti tornei:
- sesto a Carlsbad 1907
- terzo a Praga 1908
- secondo a San Sebastián 1911 con Akiba Rubinstein, dietro a José Raúl Capablanca
- primo a Vienna e a Berlino nel 1918
- terzo a Londra 1922
- secondo a Košice 1928 dietro a José Raúl Capablanca e Aleksander Alechin
- terzo a Semmering 1926
- quarto a New York 1927
- quarto a Londra  1927
- quinto a Carlsbad 1929
- secondo a Bad Sliač 1932

Vidmar divenne anche un Arbitro Internazionale e come tale diresse il Campionato del mondo del 1948 a  Mosca, disputato per designare il successore di Alechin.
Scrisse vari libri, sia di scacchi che di elettrotecnica.
Ebbe un figlio, Milan Vidmar junior, che divenne anch'egli un noto Maestro di scacchi.
Porta il suo nome il Vidmar Memorial, torneo internazionale organizzato in suo onore dalla federazione slovena.